# André Franquin
André Franquin [andré franken] (3. ledna 1924 Etterbeek – 5. ledna 1997 Saint-Laurent-du-Var) byl belgický valonský komiksový scenárista a výtvarník. Tvůrce komiksu Gaston.

## Život
Studoval na École Saint-Luc, avšak roku 1943 školu zavřeli Němci, okupující Belgii. Franquin nastoupil do bruselského studia animovaného filmu Compagnie Belge d'Animation. Potkal zde řadu budoucích legend belgické animace a komiksové školy: Maurice de Bevere (tvůrce Lucky Luka) či Pierra Culliforda (tvůrce Šmoulů). Po válce nastoupil Franquin i většina jeho kolegů do komiksového nakladatelství Dupuis, které vydávalo jeden z nejznámějších belgických komiksových časopisů Spirou. Vlajkovou lodí časopisu byl kreslený seriál Spirou et Fantasio a Franquin se stal jedním ze čtyř hlavních tvůrců (též zvaných La bande des quatre; Gang čtyř). Vizuální styl, který společně vytvořili, bývá někdy nazýván Marcinellská škola (v městečku Marcinelle totiž nakladatelství Dupuis sídlilo). V rámci tohoto komiksu Franquin vymyslel postavičku zvanou Marsupilami, opici se podobající bytost s velmi dlouhým ocasem. Ta se časem osamostatnila do vlastní série příběhů. Podobně to Franquin udělal s postavičkou Le Petit Noël.
Roku 1955 se Franquin s vedením Dupuis pohádal a nakrátko nastoupil do konkurenčního časopisu Tintin. Výsledkem byl komiks Modeste et Pompon, na němž se podílel i René Goscinny (tvůrce Asterixe) a Pierre Culliford (zvaný Peyo). Do Spirou se po čase vrátil, ale protože byl smluvně vázán i v Tintinovi, publikoval souběžně v obou časopisech, což je v komiksovém světě dosti neobvyklé.
Roku 1957 pro Spirou vymyslel postavu kancelářského poslíčka, poplety a „packala“ Gastona Lagaffa. Původně měl zaplnit prázdnou půlstranu v časopise nějakou jednoduchou groteskou. Nakonec šlo o Franquinův nejúspěšnější komiks. Gastonovy příběhy jsou seřazeny do 19 knih.
V životě ho několikrát postihly silné deprese. Během těchto etap se trochu měnil charakter jeho tvorby, která byla jinak groteskní a lehká. Nakonec během jedné depresivní epizody, roku 1977, vymyslel i temnější komiks Idées Noires (černé myšlenky), určený na rozdíl od jeho předchozích děl spíše dospělým. Řešil v něm problémy války, znečištění životního prostředí či vykořisťování.
Pro Spirou, spolu s týmem spolupracovníků, vytvořil i komiks Isabelle, kde hlavní hrdinka byla malou čarodějkou ve světě plném strašidel. Jméno získala podle Franquinovy dcery.